# Hijacint Bošković
Hijacint Bošković (Jacint Bošković), rođen kao Ante Bošković (15. travnja 1900., Selca, Brač - Stari Grad, Hvar, 26. prosinca 1947.), bio je hrvatski dominikanac i mislilac. Jedan je od hrvatskih svjetski poznatih teologa, važio je kao ugledni filozof, pisac i tomist. Isticao se kao veliki propovjednik.

## Životopis
Rodio se u Selcima na Braču 15. travnja 1900. u obitelji od osmero djece. 
Osnovnu je školu pohađao u Selcima. U dominikanskim sjemeništima u Bolu i Starom Gradu na Hvaru išao je u gimnaziju.
Zaredio se 1918. u Dubrovniku, gdje je ušao u novicijat i uzeo redovničko ime Hijacint.
Studirao je filozofiju u Dubrovniku 1919/1920. na Dominikanskoj visokoj bogoslovnoj školi, a preostalih šest godina studija redovitog filozofijsko-teologijskog studija i dvije godine specijalnog studija filozofije u Rimu na Angelicumu gdje je završio bogoslovlje. U Rimu na Angelicumu završio je filozofiju na poslijediplomskom studiju.
Zaredio se za svećenika 1924. godine. Godine 1926. položio je lektorat i diplomski ispit za profesora filozofije i teologije na dominikanskim učilištima. Doktorirao je filozofiju 1928. godine na svom matičnom sveučilištu, Angelicumu. Nakon toga vratio se u Hrvatsku, točnije u Zagreb gdje je bio članom zagrebačkog dominikanskog samostana. Bio je aktivan u izvođenju crkvene glazbe: u Angelicumu je bio orguljaš, u Dubrovnik je osnovao među dominikanskim studentima orkestar, a u Zagrebu je u Maksimiru vodio mali pjevački zbor.
U Dubrovniku je bio profesor filozofskih predmeta na Dominikanskoj bogoslovnoj školi od 1933. u Dubrovniku. U Senju je radio od 1934. do 1939. na Visokoj bogoslovnoj školi. U Dubrovnik se vraća na godinu dana kao učitelj dominikanskih novica i klerika. Od 1940. do 1946. bio je rektorom Dominikanske visoke bogoslovne škole. Poslije rata, 1946. dosegao je u Rimu naslov magister in sacra theologia, koji je najviši akademski stupanj kod dominikanaca.
Godine 1947. pozvan je u Rijeku za profesora na Visoku bogoslovnu školu, što je prihvatio. No, nedugo zatim mu je dijagnosticirana teška bolest te u bratovoj pratnji odlazi u Stari Grad na Hvaru, gdje je zadnja dva mjeseca svog života boravi kod sestara dominikanki gdje i umire iste 1947. godine.
Kad je u Hrvatsku došao na vlast režim koji je bio marionetom osovinske Njemačke, pokušao je spasiti obitelj Slobodana Langa, čim im se život našao u ugrozi; taj je Boškovićev čin polučio da je Lang "od djetinjstva odgajan u osjećaju zahvalnosti prema fra Hijacintu, dominikancima i svim fratrima".

## Rad
Sljedbenik je sv. Tome Akvinskoga te je sudjelovao u tomističkom društvu za slavenske zemlje.  U knjizi " Kršćanska misao u XX. stoljeću" tisakni su izabrani ulomci iz njegova djela "Filozofski izvori fašizma i nacionalnoga socijalizma", napisanoga 1939. godine (temeljem njegovih predavanja iz 1938.). Bošković razmatra karakter totalitarne države i odnos pojedinca prema državi (i obratno) te piše : "Ako čovjeka shvaćamo samo kao dio cjeline, onda ćemo dosljedno apsorbirati čovjeka u državi. Čovjek ne će vrijediti ništa izvan države. Naprotiv, ako vidimo da je čovjek osoba, onda ćemo morati kazati sa sv. Tomom, da je država za čovjeka, a ne obratno. Čovjek kao osoba je slobodno biće, koje ne može ništa vremenito zadovoljiti. On je određen neizmjernim i nalazi svoje smirenje i svoju sreću samo u Bogu. Bilo država, bilo koja druga institucija, samo su vremenita sredstva. u čovjeku će uvijek ostati nešto, čime će se osoba izdizati iznad vlasti države".
Svojim je pisanjem osudio nacizam, što je bio dio vala rasprave o osudi nacizma koje su napisali hrvatski bogoslovi, katolički laici, sveučilišni profesori te redovnici iz velikih redova kao što su dominikanci, franjevci i isusovci. Pri tom valja istaknuti da je bio prvi u Europi koji je otvoreno analizirao nacističko zlo. Zbog toga se može reći da zajedno s Marijom Bridom "formira slobodarski dvojac koji nas navodi da Selca, kao što ih se uobičavalo nazivati mjestom biskupa i pjesnika, dodatno nazovemo i mjestom filozofa slobode".

## Djela
Članke je objavljivao u Bogoslovskoj smotri, Hrvatskoj prosvjeti, Hrvatskoj straži, Luči, Katoličkom listu, Selu i gradu, Životu s Crkvom i drugima. Pokrenuo je nakladu Istina koja je izdavala hrvatsku asketsko-mističku reviju Duhovni život kojoj je bio urednikom. Surađivao je u svim svescima Hrvatske enciklopedije.
Napisao je sljedeće knjige:
- Jsoucnost Bozi (dorađeno O četvrtom dokazu sv. Tome Akvinskoga za postojanje Boga, prevedeno na češki), 1930. i 1932.
- Problem spoznaje, Zagreb 1931.
- De obiectivitate cognitionis, Olomouc 1931.
- Albert Veliki, Zagreb 1932.
- Nove struje u modernoj filozofiji, Zagreb 1934.
- Relatio artis ad moralitatem, Gniezno 1935.
- Svećenička žrtva (pod pseudonimom »J. Zumbulov«), Zagreb 1938. (životopis Zvonka Benzije)[12]
- Filozofski izvori fašizma i nacionalnog socijalizma, Zagreb 1939.
- Sv. Toma Akvinski i Duns Skot, Zagreb 1940.
- Sjedinjenje s Bogom, Zagreb 1943.

## Priznanja
Druga nagrada na natječaju svih crkvenih sveučilišta u Rimu, koji je raspisala Papinska akademija Svetog Tome Akvinskog za raspravu O četvrtom dokazu sv. Tome Akvinskoga za postojanje Boga.
Po Boškoviću se zove samostanska knjižnica u zagrebačkom dominikanskom samostanu, koju je Tomo Vereš svojim radom doveo do razine regionalnog spomenika kulture.
O Boškovićevom je radu pisao Petar Strčić,a Tomo Vereš se iznimno potrudio Boškovićeve životopisne podatke.